# Ciclu motor
Ciclul motor – Totalitatea stărilor succesive prin care trece amestecul carburant într-o transformare, începând dintr-o stare inițială până când revine la starea inițială, se numește ciclu termodinamic sau ciclu motor. Ciclul de funcționare al motorului în patru timpi, se desfășoară în decursul a patru curse ale pistonului, cărora le corespund două rotații ale arborelui cotit. 

Cei patru timpi sunt :
- Timpul I – Admisia, care începe de la PMI al pistonului și se termină la PME. In acest timp supapa de admisie este deschisă, iar cea de evacuare este închisă.
- Timpul II – Compresia, care are loc pe durata cursei pistonului de la PME la PMI. În tot acest timp, supapele de admisie și evacuare sunt închise.
- Timpul III – Detenta (arderea) și destinderea. Când pistonul ajunge aproape de PMI, între electrozii bujiei se produce o scânteie, care aprinde amestecul carburant. Presiunea și temperatura în cilindru cresc brusc, ajungând la 20-40 daN / cm³ respectiv 1800-2000oC. Pistonul se deplasează de la PMI la PME. Deoarece prin destinderea gazelor se produce un lucru mecanic, cursa pistonului corespunzătoare timpului III se numește cursa motoare.
- Timpul IV – Evacuarea, care are loc în timpul cursei pistonului de la PME la PMI, asigură eliminarea gazelor din camera de ardere. În acest timp supapa de admisie este închisă, iar cea de evacuare este deschisă.

În termodinamică, ciclurile motoare sunt de două tipuri :
Ciclurile teoretice sau ideale, la care se consideră ca nu există pierderi energetice, datorită cărora transformările de stare care au loc sunt reversibile.
Ciclurile reale care se deosebesc de cele teoretice prin faptul că se ține seama de :
- pierderile de căldură.
- pierderile prin neetanșeități
- frecări
- inerția supapelor
- inerția amestecului carburant

care toate la un loc fac ca ciclurile reale să se abată de la forma ciclurilor teoretice.
Motoarele de automobil se construiesc după două tipuri de cicluri:
- Ciclul cu ardere la volum constant în patru timpi (ciclul Beau de Rochas) și în doi timpi (ciclul Otto), folosit la motoarele MAS.
- Ciclul cu ardere la volum constant și presiune constantă în patru și doi timpi (ciclul Sabathé) folosit la motoarele cu aprindere prin compresie MAC (Diesel).